# Drassyllus yunnanensis
Drassyllus yunnanensis är en spindelart som beskrevs av Norman I. Platnick och Song 1986. Drassyllus yunnanensis ingår i släktet Drassyllus och familjen plattbuksspindlar. Inga underarter finns listade i Catalogue of Life.